# Colică
Colică (pl. colici) reprezintă dureri abdominale intense care survin în criză. Colicile pot fi întâlnite la diferite organe ale corpului cum ar fi: apendice, intestine, vezica biliară, rinichi. Ele se manifestă prin dureri acute, puternice, care apar intermitent, adică perioadele de accentuare a durerii alternează cu perioade de liniștire a durerii. Aceste dureri se datorează contracțiilor mușchilor organelor respective.
Având în vedere organul la care se întâlnește, există mai multe tipuri de colici: colica biliară, renală, intestinală.
Colicile abdominale se întâlnesc în infecțiile intestinului subțire și gros, în indigestii, după mese copioase. De obicei după vărsături sau eliminarea de gaze, colicile încetează. 
Cel mai frecvent colicile abdominale se întâlnesc la sugari. Conform statisticilor, până la 1 din 4 nou-născuți poate suferi de astfel de crampe, în general în primele 6 săptămâni de viață.